# Grauhan-Syndrom
Das Grauhan-Syndrom bezeichnet ein seltenes rezessiv erbliches Syndrom mit einer Kombination aus Lippen-Kiefer-Gaumenspalte, Polydaktylie und  Fehlbildungen des Urogenitaltraktes wie Spaltbildungen.
Die Bezeichnung bezieht sich auf den Erstautor, den Senftenberger Chefarzt Max Grauhan (* 24. Dezember 1885,† 11. Juni 1945)
Der Begriff scheint nicht mehr in Benutzung (keine Einträge in Orpha.net und Rarediseases.org).